# Aşağıbakraçlı, Şenkaya
Aşağıbakraçlı là một xã thuộc huyện Şenkaya, tỉnh Erzurum, Thổ Nhĩ Kỳ. Dân số thời điểm năm 2011 là 108 người.